# Olga Zimmelova
Olga Zimmelova (geboren 1. Februar 1945 in Majdalena, Tschechoslowakei) ist eine tschechisch-schweizerische Malerin, Zeichnerin und Bildhauerin.

## Leben
Olga Zimmelova wurde in den letzten Tagen der deutschen Besetzung der Tschechoslowakei geboren. Nach dem Besuch des Gymnasiums in Tábor studierte sie an der Pädagogischen Hochschule in Budweis Russisch und Zeichnen. Nach dem Ende des Prager Frühlings 1968 emigrierte sie in die Schweiz. Dort besuchte sie die Schule für Gestaltung in Luzern und nahm auch ein Gastsemester an der Accademia di Belle Arti di Brera in Mailand wahr. 1974 heirateten sie und der Bildhauer Andreas Gehr, sie haben zwei Töchter und sind geschieden.
Im Jahr 1980 erhielt sie ein Eidgenössisches Kunststipendium und 1982 ein zweijähriges Stipendium für einen Aufenthalt am Istituto Svizzero in Rom. Sie blieb in Italien, arbeitete auf Ventotene und ab 1987 in Bosa auf Sardinien. 1997 kehrte sie in die Schweiz zurück und betrieb bis 2006 ein  Atelier im „Werkverein Bildzwang“ in Luzern. Zimmelova lebt in Basel.
Zimmelova ist als Malerin, Zeichnerin und Bildhauerin tätig, sie produziert Installationskunst, Film- und Videokunst.

## Ausstellungen (Auswahl)
- 1999: Obejmutí pohledem. Abbracciabile con lo sguardo. Dům umĕní České Budějovice
- 2000: Téchne-Psyché. Technisches Nationalmuseum in Prag
- 2001: Kalich. Husitské muzeum, Tábor (Tschechische Republik)
- 2001: Wachsendes Bild. Kornschütte (Rathaus) Luzern
- 2006: Bilder für die Biene. Gemeindegalerie Kriens
- 2014: Ins Offene! Landschaftsdarstellungen von Robert Zünd und Ferdinand Hodler bis Max von Moos. Kunstmuseum Luzern
- 2018: Freies Sehen/Volný pohled. Galerie Klatovy, Klenová (Tschechische Republik)
- 2019: Olga Zimmelova - in cuore sento il pazzo volo di un’ape regina. Kunsthalle Luzern

## Publikationen (Auswahl)
- mit Damaris Gehr: Spiel der Spiegelungen. Ed. Howeg, Zürich 2012.
- Sulamith Gehr: Olga Zimmelova – Unterwegs mit dem Bild. Galerie Kriens, 20. Oktober bis 12. November 2006. Katalog-Texte: Jean-Christophe Ammann, Marlène Schnieper. Ars pro toto, Luzern 2006.
- Pandataria. Vexer, St. Gallen 1987.
- Roma. Schweizerisches Institut in Rom, Rom 1983.